# Robert Ghiz
Pour les articles homonymes, voir Ghiz.
Robert W. J. Ghiz, né le 21 janvier 1974 à Charlottetown (Île-du-Prince-Édouard), est un homme politique canadien, membre du Parti libéral de l'Île-du-Prince-Édouard, député de Charlottetown-Brighton et premier ministre de la province du 12 juin 2007 au 13 novembre 2014, date à laquelle il démissionne pour « passer à autre chose » et laisser un successeur prendre le relais avant les élections à venir un an plus tard.

## Biographie

### Enfance, éducation et carrière
D'origine libanaise, Ghiz grandit à Charlottetown et fait ses études à l'Université Bishop de Lennoxville au Québec, où il obtient un baccalauréat en science politique. Il figure parmi les 285 étudiants de l'extérieur du Québec suspectés d'avoir déclaré illégalement un domicile au Québec afin de voter lors du référendum de 1995 sur la souveraineté du Québec. Il ne figure toutefois pas parmi les 58 étudiants poursuivis par le Directeur général des élections du Québec pour avoir voté illégalement,,.
Après avoir fini ses études, il se déplace à Ottawa et travaille comme assistant politique à la vice-première ministre Sheila Copps. Il devient ensuite lobbyiste pour la Banque de la Nouvelle-Écosse en 1998. En 2001, Ghiz se joint au cabinet du premier ministre du Canada Jean Chrétien et travaille en tant que conseiller sur le Canada atlantique. En 2003, il quitte Ottawa pour briguer la direction du Parti libéral de l'Île-du-Prince-Édouard.

### Carrière politique
En 2003, Ghiz remporte une victoire serrée contre l'ancien ministre provincial de la Santé, Alan Buchanan, pour diriger le parti ; il est ensuite élu à l'Assemblée législative de l'Île-du-Prince-Édouard lors de l'élection générale de 2003. En tant que chef du Parti libéral et chef de l'Opposition, Ghiz peine à égaler la popularité personnelle du chef progressiste-conservateur Pat Binns, même lorsque les libéraux devancent les conservateurs dans les sondages. Néanmoins, il réussit à mener les libéraux à une victoire décisive lors de l'élection générale de 2007, mettant un terme à 11 années de gouvernement conservateur sous Pat Binns.
Robert Ghiz est également le fils de l'ancien premier ministre Joe Ghiz. C'est la deuxième fois dans l'histoire de l'Île-du-Prince-Édouard qu'un père et son fils deviennent tous deux premiers ministres ; les premiers furent Thane Campbell (premier ministre de 1936 à 1943) et son fils Alex Campbell (1966 à 1978).

## Vie privée
Le 17 juin 2006, il épouse Kate Ellis, médecin à l'Hôpital Queen Elizabeth, avec laquelle il aura trois enfants : Julia, Emma et Jack,.